# 地拉那游擊隊足球俱樂部
地拉那游擊隊足球俱樂部是一家位於阿爾巴尼亞首都地拉那的足球會，現參加阿爾巴尼亞超級足球聯賽。球會於1946年成立，曾經隸屬於阿爾巴尼亞軍隊。
球會於1947年首次參加正式比賽，第一年即成爲全國冠軍，並在接下來的兩個賽季中成功衛冕。截至2024年，球會共獲得17次全國冠軍，15次阿爾巴尼亞盃冠軍和3次阿爾巴尼亞超級盃冠軍。他們還於1970年奪得巴爾幹盃冠軍，成爲唯一一支奪得該項榮譽的阿爾巴尼亞球隊。

## 榮譽

### 國內賽事
- 阿爾巴尼亞超級足球聯賽

 冠軍： (17) 1947, 1948, 1949, 1954, 1957, 1958, 1959, 1961, 1962–63, 1963–64, 1970–71, 1978–79, 1980–81, 1986–87, 1992–93, 2018–19, 2022–23
- 阿爾巴尼亞甲組足球聯賽

 冠軍： (1) 2000–01
- 阿爾巴尼亞乙組足球聯賽

 冠軍： (1) 2010–11
- 阿爾巴尼亞盃

 冠軍： (15) 1948, 1949, 1957, 1958, 1961, 1963–64, 1965–66, 1967–68, 1969–70, 1972–73, 1979–80, 1990–91, 1992–93, 1996–97, 2003–04
- 阿爾巴尼亞超級盃

 冠軍： (3) 2004, 2019, 2023

### 歐洲賽事
- 巴爾幹盃

 冠軍： (1) 1970年

## 外部連結
- 官方网站
- 游擊隊在UEFA.COM （页面存档备份，存于）